# Metamulciber albostriatus
Metamulciber albostriatus är en skalbaggsart som beskrevs av Stefan von Breuning 1940. Metamulciber albostriatus ingår i släktet Metamulciber och familjen långhorningar. Inga underarter finns listade i Catalogue of Life.